# Stronti oxide
Stronti oxide (công thức SrO, còn được gọi là Strontia) là một oxide của stronti. Nó có phân tử gam 103,6 g/mol, hệ số giãn nở nhiệt 0,13 (đơn vị ?), nhiệt độ nóng chảy 2430 °C.
Cùng với BeO, MgO, CaO và BaO, SrO thuộc vào nhóm oxide kiềm thổ. Chất này có độ giãn nở nhiệt và phân hủy tương tự như CaO. Nó hoàn toàn không độc. Nó có thể được lấy từ nguồn stronti cacbonat.

## Trong vật liệu gốm
SrO ít được sử dụng trong vật liệu gốm do hiếm; tuy nhiên nó có thể là một vật liệu gốm nhóm trợ chảy rất tốt. Dù bản thân nó có điểm nóng chảy rất cao, SrO là một chất trợ chảy hiệu quả từ trên 650 °C khi có mặt các oxide khác (sử dụng dạng men thủy tinh). Trên 1090 °C (mức 2 que thăm nhiệt) chất này bị phân hủy và nó chỉ được xem là một chất trợ chảy dưới nhiệt độ này.
SrO rất hữu dụng cho men nung thấp (mức 1 que thăm nhiệt) để có độ bóng cao, chống rạn & tạo lớp chuyển tiếp tốt giữa men và thân. Giống như CaO và ZnO (oxide kẽm), nó cho men xỉn kết tinh hạt mịn (satin) nếu là chất chủ yếu trong nhóm RO. Trái lại, phối hợp nhiều oxide trợ chảy khác với (lượng nhỏ?) SrO sẽ làm giảm sự kết tinh. Thêm một ít SrO có thể cải thiện mặt men ziricon nung cao chảy sệt. Nếu BaO được sử dụng thay thế hoàn toàn hay một phần SrO, men sẽ có lớp chuyển tiếp men-thân tốt hơn và độ giãn nở nhiệt thấp hơn.